# Charles Korvin
 (avril 2019).
Si vous disposez d'ouvrages ou d'articles de référence ou si vous connaissez des sites web de qualité traitant du thème abordé ici, merci de compléter l'article en donnant les références utiles à sa vérifiabilité et en les liant à la section « Notes et références ».
Charles Korvin est un acteur américain d’origine slovaque, né le 2 novembre 1907 et mort le 18 juin 1998.

## Biographie
Au cinéma, Charles Korvin incarne Arsène Lupin dans le film Enter Arsene Lupin de Ford Beebe en 1944. En 1948, Il joue le rôle de Perrot dans Berlin Express de Jacques Tourneur.
Pour la télévision, il est L'Aigle, un méchant récurrent de la première saison de la série télévisée Zorro. On le voit également dans la série Holocauste, où il incarne le Docteur Kohn[réf. nécessaire].

## Filmographie partielle

### A la télévision
- 1957-1961 : Zorro : Jose Sebastian Varga "L'aigle"
- 1978 : Holocauste de Marvin J. Chomsky
- 1993 : Dann eben mit Gewalt (en) de Rainer Kaufmann

## Au cinéma
- 1944 : Enter Arsène Lupin de Ford Beebe
- 1945 : Notre cher amour (This Love of Ours) de William Dieterle
- 1946 : Tentation (en) (Temptation) de Irving Pichel
- 1948 : Berlin Express de Jacques Tourneur
- 1950 : The Killer That Stalked New York d’Earl McEvoy
- 1952 : Tarzan défenseur de la jungle de Cy Endfield
- 1952 : Lydia Bailey de Jean Negulesco
- 1959 : Zorro, the Avenger (it) de Charles Barton (montage de plusieurs épisodes de la série télévisée)
- 1965 : La nef des fous (Ship of Fools) : le Capitaine Thiele